# Pascoea spinicollis
Pascoea spinicollis är en skalbaggsart som först beskrevs av Jean Baptiste Boisduval 1835.  Pascoea spinicollis ingår i släktet Pascoea och familjen långhorningar. Inga underarter finns listade i Catalogue of Life.